# Psychoda divaricata
Psychoda divaricata är en tvåvingeart som beskrevs av Duckhouse 1968. Psychoda divaricata ingår i släktet Psychoda och familjen fjärilsmyggor. Inga underarter finns listade i Catalogue of Life.